# Numeraki
Numeraki (ang. The Numtums, 2012-2014) – brytyjski serial animowany dla dzieci uczący podstaw matematyki. Polska premiera odbyła się 24 lutego 2013 roku na antenie stacji CBeebies.
Odcinki pierwszej serii zwykle trwały 5 minut. Bohaterowie nie mówili za dużo, a odcinek skupiał się wokół jednej liczby. W serii drugiej odcinki wydłużono z oryginalnych 5 do 10 minut, dodano do nich fabuły, i wyposażono bohaterów w dialogi.

## Opis
Połączenie animacji i gry aktorskiej, piosenek i liczb – program, który pomaga przedszkolakom opanować podstawy liczenia.

## Wersja polska
W wersji polskiej wystąpili:
- Tomek Pionk – Bendy Go
- Marcin Pionk – Humpty Doo
- Patrycja Teterycz – Dar Dar
- Paulina Prośniewska – Mała Sandy
- Janek Głąbiowski – Champer
- Barbara Kubica-Daniel –
  - Gladdy,
  - Fluffy McTuffy
- Aleksandra Lis – Nimbin
- Karol Szałapski –
  - Hobart,
  - Supernumerak
- Paweł Mielewczyk –
  - Billy,
  - Larry
- i Tomasz Przysiężny – Flinders

oraz:
- Jacek Labijak – narrator serialu o Supernumeraku

i inni
Nagrania: Marcin Kalinowski
Realizacja dźwięku: Karolina Kinder
Kierownictwo produkcji: Paweł Żwan
Opracowanie i realizacja wersji polskiej: Studio Tercja Gdańsk dla Hippeis Media
Lektor tyłówki: Tomasz Przysiężny